# Nécropole mégalithique de la pointe du Souc'h
La nécropole mégalithique de la pointe du Souc'h est un ensemble de sépultures néolithiques (une tombe en fosse et cinq dolmens). Elle est située à Menez Dregan, site préhistorique et lieu-dit de la commune de Plouhinec, dans le département français du Finistère en Bretagne. 

## Historique
Le Chevalier de Fréminville décrit en 1844 cette nécropole, qu'il qualifie à tort de « sanctuaire druidique » :

« Sur la pointe du Soch [Souc'h] est un sanctuaire druidique composé de pierres brutes plantées debout, et formant une enceinte qui a la figure d'un parallélogramme rectangle très entier. Les grands côtés de cette enceinte ont soixante-dix-huit mètres quarante centimètres de longueur, et les petits trente-neuf mètres vingt centimètres. Mais une chose singulière et que je n'ai jamais remarquée dans aucun autre monument du même genre, c'est que les pierres de cette enceinte, au lieu d'être, comme à l'ordinaire, simplement plantées dans le sol, le sont dans une espèce d'empierrement en maçonnerie sèche, de soixante-cinq centimètres de largeur. Cette circonstance est très remarquable. À côté, et près d'un des angles du sanctuaire, est un dolmen qui en dépendait sans doute. Sur l'extrémité de la pointe du Soch, et près du corps-de-garde des douaniers, sont deux autres dolmens, mais les plates-formes ont été un peu dérangées. Tous ces monuments, ainsi rapprochés les uns des autres, paraissent avoir composé un système complet. »

La première fouille est entreprise en 1870-71 par Alexis Grenot qui mit au jour une structure compartimentée et exhuma un abondant mobilier. Malgré cette première fouille, le site resta une carrière de pierres jusque dans les années 1970 et ne fut classé monument historique que par arrêté du 9 avril 1979. À partir de 2000, Michel Le Goffic y entreprend plusieurs campagnes de fouilles durant sept ans, à l'issue desquelles une restauration partielle de l'édifice est réalisée.

## Description
Cette nécropole  est constituée d'un cairn de 42 m de long sur 11 m de large qui résulte de l'ajout de constructions mégalithiques successives durant tout le  Néolithique moyen jusqu'au Néolithique final. 

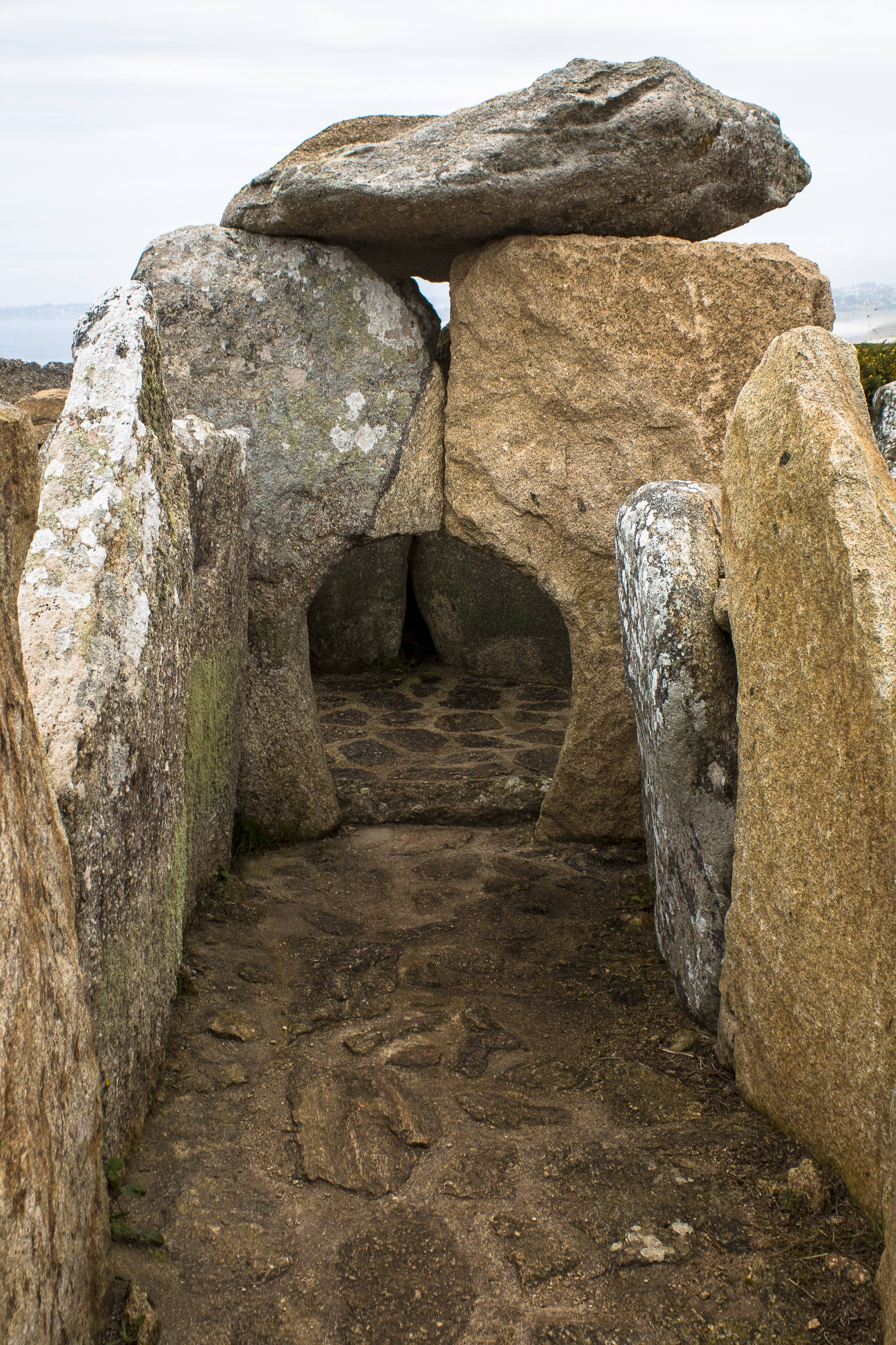
Chatière du cinquième dolmen.

À l'origine, une tombe en fosse, d'une longueur de 2,15 m  et d'une largeur de 1,20 m, fut creusée dans le sol sur 0,20 à 0,30 m de profondeur jusqu'au gneiss sous-jacent. Cette tombe est orientée est-nord-ouest/sud-ouest. Les bords intérieurs étaient plaqués de pierres plates. Elle renfermait deux vases attribués à la culture de Cerny,«  dont l'un de grande dimension à ouverture ovale et l'autre en forme de bouteille, cinq armatures de flèches tranchantes, un briquet de silex comportant encore accolé son fragment de pyrite de fer et une lame de hache polie en éclogite ». L’ensemble était recouvert d'une couche limoneuse recouverte de plaquettes en gneiss, dessinant un tertre de 8 m sur au moins 26 m de longueur. La datation au radiocarbone indique une période comprise entre 4530 et 4360 av. J.-C., « ce qui en fait la sépulture du Néolithique moyen I la mieux conservée de toute la Basse-Bretagne ».  
Au Néolithique moyen (4000 et 3500 av. J.-C.), un premier dolmen de plan quadrangulaire est construit à la proximité de la tombe et contribuant à la destruction de la partie nord de son tertre. Il est délimité par de petits orthostates et des murets en pierre sèche. Il est inclus dans un cairn à parements multiples. L'accès à la chambre s'effectue par un couloir qui ouvre au sud-est. Ultérieurement, ce couloir fut condamné par un empilement de pierres parmi lesquelles fut découvert un récipient, de type louche, comportant une languette percée de quatre trous, probablement destinée à la fixation d'un manche. 
Un second dolmen a été construit à environ 6 m au nord du premier, peut-être peu de temps après. Son architecture est différente du premier bien que les modes de construction soient similaires : deux cabinets latéraux de petite dimension (2,80 m sur 1,80 m) sont disposés autour d'un couloir central, formé de petits orthostates et de murets en pierre sèche. L'ensemble est inclus dans un cairn comportant plusieurs parements emboîtés. Puis un troisième dolmen vient s'accoler au nord du deuxième. Il comporte quatre compartiments distribués autour du couloir central. 
Dans le vide existant entre le premier dolmen et le groupe constitué par les dolmens 2 et 3, un nouveau dolmen, le quatrième, à chambre compartimentée, est construit vers 3310-2910 av. J.-C. Enfin, au Néolithique final (vers 3500-2200 av. J.-C.), un cinquième dolmen, de type sépulture à entrée latérale, est édifié à peu près au centre du cairn existant qui est déjà en partie ruiné. Il comprend un couloir débouchant sur une chatière constituée de deux dalles échancrées et d'un seuil. La chambre terminale était encore recouverte d'une table de couverture.
Les pierres utilisées pour la construction des cairns ont été extraites de deux carrières situées à l'ouest de la nécropole. Le sous-sol rocheux local, un orthogneiss parcouru d'un réseau de diaclases, a été disloqué avec de gros galets prélevés sur la côte, dont certains atteignent 50 kg, utilisés comme percuteurs et masses.

## Mobilier funéraire

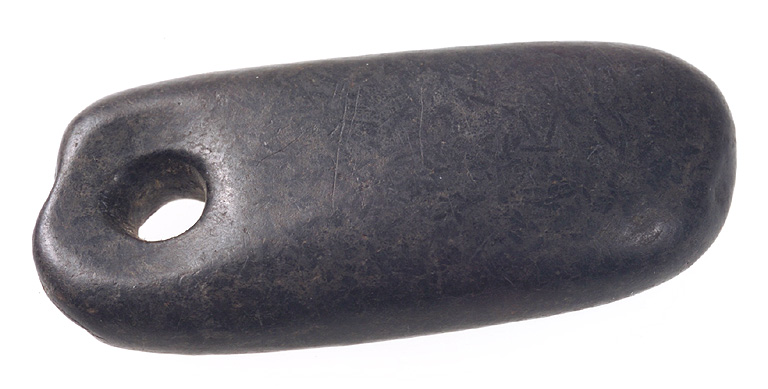
Pendeloque polie découverte par Grenot (musée de Bretagne).

Dans son compte-rendu de fouille, Alexis Grenot ne décrit pas toujours très précisément le lieu de découverte de l'abondant mobilier funéraire mis au jour. Le mobilier lithique en silex comprend deux haches, une pointe de lance complète et deux autres tronquées, des pointes de flèche et surtout de très nombreux éclats (plus de deux mille) dont plus de deux cents qu'il nomme « éclats-couteaux » en raison de la qualité de leur facture. Le reste du mobilier lithique est composé de galets (quartz, grès, schiste) dont Grenot s'abstient de préciser la fonction (grattoirs, percoirs) car il admet lui-même ne pas être en mesure de la déterminer. Les éléments de parure comprennent un grain de collier en quartz rouge, deux galets polis et percés d'un trou permettant leur suspension, deux pendeloques en silex. Un petit mobilier métallique a aussi été recueilli : un bracelet et un anneau pour un enfant et divers fragments métalliques.  
Grenot découvrit aussi de nombreuses poteries, une trentaine à l'état de tessons et deux vase entiers. Il distingue deux types de pâte : une première assez grossière, à gros dégraissant et surtout une seconde « à pâte fine, fond rond, lèvre finement éversée et moyens de préhension à percement funiculaire, dite poterie de Souc'h, ce qui fait de ces dolmens un site éponyme ».
Le cinquième dolmen, le plus récent, n'avait pas été fouillé au XIXe siècle de peur que la table de couverture ne s'effondre. Michel Le Goffic y recueillit 104 perles (78 en schiste ardoisier, 26 en clinochlore) de moins de 5 mm de diamètre, des tessons de poterie type Kerugou et d'autres de type campaniforme confirmant le caractère tardif de cette tombe fréquentée jusqu'au Chalcolithique.